# Boulant pie
Le boulant pie (en allemand Elsterkröpfer) est une race de pigeon domestique appartenant au groupe des boulants, pigeons ayant la particularité d'être sélectionnés en fonction de la grosseur de leur goitre lorsqu'il est gonflé. Il est classé dans le sous-groupe des grands boulants à pattes moyennes.

## Histoire
Cette race est originaire de l'Allemagne centrale. Ses ancêtres proviennent de Bohême et il a été sélectionné surtout en Silésie, en Saxe, en Saxe-Anhalt et dans les régions limitrophes. Aujourd'hui, elle est présente dans toute l'Allemagne, mais aussi à l'étranger, comme en Pologne, au Danemark, en Autriche, aux Pays-Bas, en Écosse, en France et même aux États-Unis.

## Description
Le boulant pie a un tempérament plein de vivacité. C'est un pigeon droit et étiré, de taille moyenne. Les deux-tiers de sa taille sont au-dessus des pattes. Son plumage est plutôt serré sur tout le corps. Il a la tête lisse, ronde un peu allongée avec un bec de taille moyenne et de couleur claire. Son goitre est bien gros en forme de poire et nettement séparé de la poitrine. Le dos descend bien droit. Il a la queue pas trop longue, ses ailes ne se croisent pas. Ses pattes sont glabres, moyennes. Il se distingue du boulant pie de Saxe qui, lui, a les pattes emplumées.

### Couleurs
Le boulant pie est sélectionné dans les coloris suivants : noir, rouge, rouge cendré, jaune. les couleurs sont pures, bien égales, pleines et brillantes. La tête, les ailes, les jambes sont blanches, ainsi que le ventre. Le reste du plumage est coloré. Les rouges cendrés ont le cou et la poitrine rouges, ainsi que les épaules et les plumes de la queue. Le baguage est de 8.

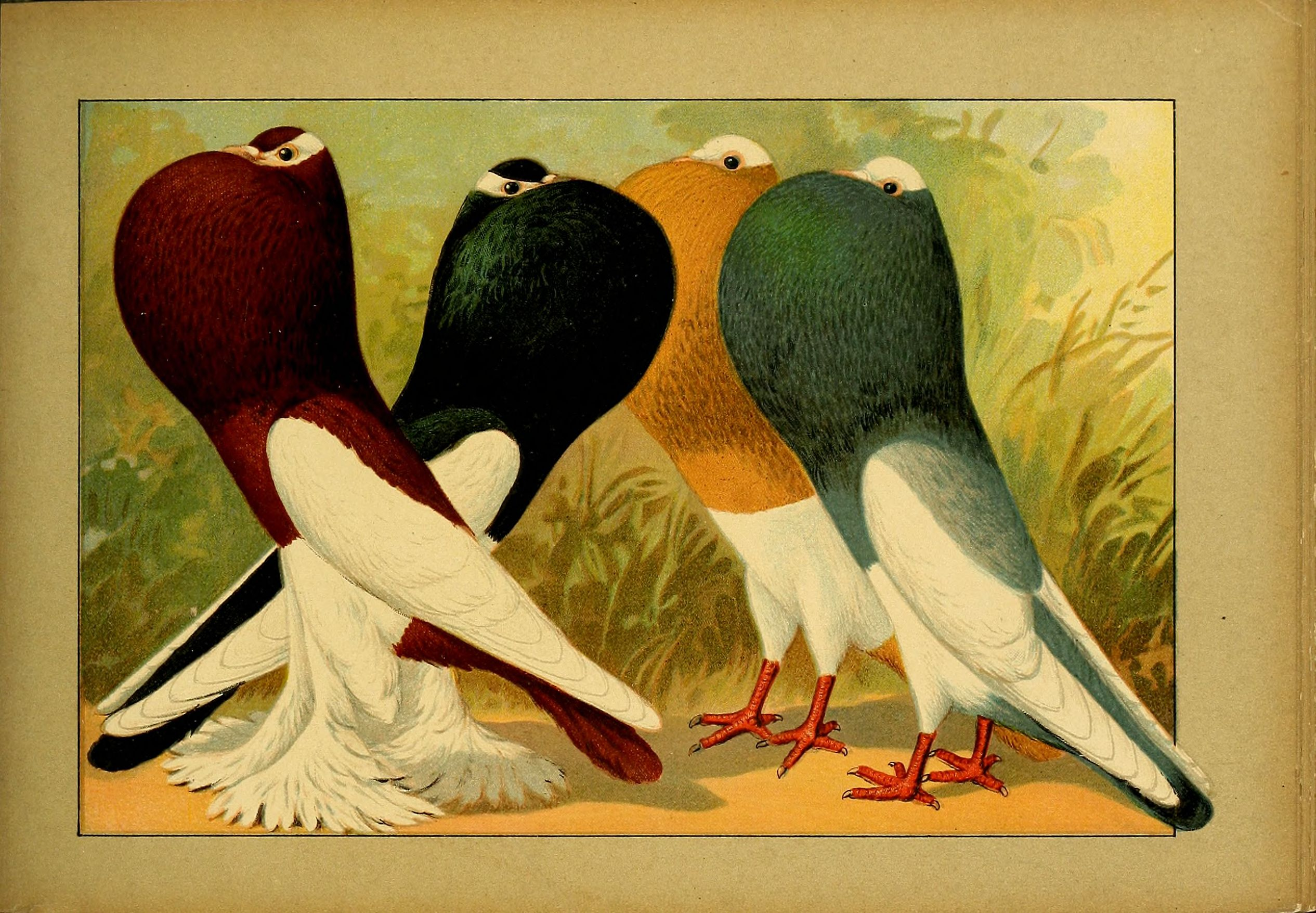
Planche illustrée in Emil Schachtzabel, op. cit. Boulants pie à droite, et boulants pie de Saxe à gauche.